# ルイード
ルイード（RUIDO）は、東京都内を中心に展開したライブハウスのチェーン店。

## 概要
1972年4月18日小澤音楽事務所の社長（当時）・小澤惇が、事務所に属するアーティストに歌う場所を提供する目的で新宿駅から徒歩1分、駅前に建つ雑居ビルの4階に「新宿ルイード」として開業した。当初はカフェやモーニング、ランチなどのサービスを展開。新宿という土地柄も手伝ってフォークアーティストが頻繁に出演していた。
80年代になるとロックスピリッツ溢れるアーティストが出演するようになる。やがてルイードは新人の登竜門として位置付けられ、ホールクラスへのステップアップにはこのルイードの反響が基準となった。

## 来歴
1987年1月ビル契約終了により「新宿ルイード」閉店。
1988年、アーティストグッズの企画、製造、販売及びファンクラブ管理運営会社として「（株）ティミュニーズ」設立。※以降の出典
1989年12月、原宿竹下通りに「原宿ルイード」オープン。ホコ天、イカ天の追い風を受けバンドブームの象徴として音楽シーンを牽引。
1994年8月社名を「（株）ティミュニーズ」から「（株）アズミックス」に改称。
2003年11月、渋谷駅前に「渋谷ルイード K2」、2005年12月、中野区江古田に「江古田 KEI-3」、新宿歌舞伎町に「新宿ルイード K4」オープン。
2007年3月、「原宿ルイード」がビル契約終了により閉店。
2007年8月、大阪心斎橋に「心斎橋ルイード」をオープン、2008年8月南船場に「大阪ルイード」として移転リニューアル。
2009年9月、池袋西口に「池袋ルイード K3」を移転オープン。＂ルイード＂はその後もライブハウスとして確固たる地位を築きながら、多数のアーティストを輩出している。
2011年10月、渋谷道玄坂に「渋谷REX」をオープン。
2013年7月、新宿ルイードK4の隣に「新宿レッドノーズ」をオープン、アルティメットレコーズ合同会社に運営委託。
2014年9月、西新宿に「新宿ReNY」をオープン。
2016年12月、青山一丁目に「青山RizM」をオープン。
2017年5月、名古屋栄に「名古屋ReNY limited」をオープン。
2018年3月、東京渋谷に「渋谷ROTT」をオープン。
2019年5月、東京赤羽に「赤羽ReNY alpha」をオープン。
2020年4月、東京原宿ルイード跡地のビルにRUIDO系列11店舗目の「原宿RENON」をオープン予定であったが新型コロナウイルス流行の影響により9月に延期。
2020年8月、「池袋ルイード K3」および運営委託の「新宿レッドノーズ」が8月末日、「新宿ルイード K4」が9月末日をもって閉店のお知らせ。9月以降K3で予定されていたライブは中止となったが、レッドノーズの予定とK4の予定は継続されることとなった。
2020年9月、「池袋RUIDO K3」はレッドノーズコーポレーション株式会社に運営委託し「池袋リヴォイス」に店名変更。
2020年10月、「新宿RUIDO K4」はWISTERIA WORKS株式会社に運営委託し「新宿WALLY」に店名変更、2020年10月現在＂ルイード＂を冠する店舗は「渋谷ルイード K2」と「大阪ルイード」の2店舗となる。なお新宿レッドノーズ跡地にはROTTの看板が掲げられている。
2020年12月、渋谷ROTT閉店。新宿レッドノーズ跡地に移転し「新宿ROTT」として独立。なお渋谷閉店までの期間、新宿と2店舗での営業を行った。
2021年3月、「渋谷ルイード K2」が4月末日をもって閉店となることが発表された。これでルイード系列店は7店舗となる。これにより都内から「ルイード」の名前を冠した会場は一度姿を消したことにもなるが、50周年となる翌年に都内にそれを復活させたいとする旨を示していた。
2022年5月、原宿レノン閉店。地下一階のみの展開だった同店のロビーを地上一階のスペースに移設しフロアのスペースを増やす改装工事に入る。
2022年7月、ルイード50周年となるこの年、約束通り、かつてのキャパシティ同等の「原宿ルイード」復活ブランニューオープン。

## 施設概要

### 新宿ルイード
- 1972年開店 - 1987年閉店

新宿駅東口徒歩1分。収容人数は椅子テーブルが常設で立ち見と合わせて400人ほどあるが、天井が低いこともありステージと客席の一体感はすごかった。レコード会社、プロダクション所属のアーティストがレギュラーで出演。アマチュアが夜のライブに出演するにはデモテープオーディションを経て土曜日の昼に行われるオーディションライブに合格しなければならなかった。
15年間数多くのライブ伝説を刻み1987年1月に営業終了
ステージに立った有名人
シャネルズ、ユーミン、オフコース、井上陽水、浜田省吾、サザンオールスターズ、佐野元春、陣内孝則、所ジョージ、タモリ、ビートたけし、坂上忍、中村あゆみ、THE ROOSTERS、TH eROCKERS、シーナ&ザ・ロケッツ、泰葉他多数
尾崎豊が、1984年3月15日にデビューライブを開いた。当時の収容人員の倍近くの観客が訪れ、ファンの間では「伝説のデビューライブ」と呼ばれている。
なお、1987年Closeの最後のステージを飾ったのがラッツ&スターだった。

### 原宿ルイード
- 原宿RUIDO（はらじゅくルイード）
- 1989年開店 - 2007年閉店、2022年復活  -
- 収容人数：オールスタンディングで300人

原宿・竹下通りのエリアにあり外見からはライブハウスとは思えないような綺麗で独特な造り。元々は1987年に建てられた「原宿アイドルワンダーランド」だった。コンセプトは「不思議の国のアリス」であり、女性向けの複数のタレントショップが入居していた。また、壁面は本ホールでライブを行った著名人のサインや壁画で埋め尽くされていた。17年間数多くの伝説を刻み、2007年3月営業終了。
2022年7月跡地ビルに入居していた原宿レノンを改装・増床する形でかつてのキャパシティ同等のライブハウス原宿ルイードとして復活ブランニューオープン。
ステージに立った有名人
シャ乱Q、東京パフォーマンスドール（篠原涼子）、access、平井堅、山崎まさよし、ゴスペラーズ、THE ピーズ、ギターウルフ、JITTERIN’JINN、西川貴教、電気グルーヴ、鳥肌実、鉄拳 (お笑い芸人)、ササキオサム他多数
2005年5月平井堅デビュー10周年シークレットライブが開催されYAHOO!JAPANにて全世界にネット生中継される。

### 渋谷ルイード K2
- 渋谷RUIDO K2（しぶやルイードケーツー）
- 2003年10月開店 - 2021年4月閉店
- 収容人数：230人

渋谷駅から30秒と、渋谷で駅から最も近いライブハウスとしてオープン。天井が高く中二階があり開放感のあるホール。深夜にはクラブイベントも開催するなど若者の街渋谷を存分に生かしたブッキングラインナップ。春には店の前の桜並木が咲き誇り、イベント協賛など地域にも根ざした店舗として認知されている。
2021年4月30日にコロナの影響により閉店。
ステージに立った有名人
田村直美、マーシーバンド、後藤次利、松田樹利亜、drug store cowboy、FUZZY CONTROL、SPYAIR、ASH DA HERO、Brian the Sun、浅井健一（シークレット出演）、冷牟田竜之、ズボンズ（ドンマツオ）他多数
UVERworldの東京でのお披露目ライブがメジャーデビュー前の2005年4月に行われた。
YUIのセカンドアルバムCAN’T BUY MY LOVEに収録されている「RUIDO」という曲は、YUIが渋谷ルイード K2に出演した時の実話を元に生まれた。

### 江古田 KEI-3
- 2005年12月開店 - 2009年閉店

### 池袋ルイード K3
- 池袋RUIDO K3（いけぶくろルイードケースリー）
- 2009年9月開店 - 2020年8月閉店
- 収容人数：170人

池袋西口エチカを経由してC1出口から徒歩1分。地下1階がライブホール、2階に楽屋とロビーを兼ね備え、立体的な使用用途となっている。キャパの割には広い楽屋があることから出演アーティストの多いイベントにも難なく対応可能。池袋カルチャーを愛するアーティストによるイベントも多数開催された。
コロナの影響により2020年8月末で閉店。
ステージに立った有名人
DOTAMA、ヒカシュー、つしまみれ、狐火、DAOKO、葛城哲哉、コタニキンヤ.、LinQ、挫・人間、電波少女、環ROY、BOYS AND MEN、他多数

### 新宿ルイード K4
- 新宿RUIDO K4（しんじゅくルイードケーフォー）
- 2005年開店 - 2020年9月閉店
- 収容人数：オールスタンディングで300人

歌舞伎町の区役所通り沿いにあり、内装コンセプトは「オペラ座の楽屋」をイメージし、ヨーロッパから輸入したシャンデリアが象徴的に店内を彩る。壁面には水牛の顔のオブジェが飾られ怪しげな空間を演出している。いまでは常識的に使用されているデジタル音響卓をオープン当初、当時としてはいち早く導入。照明も数多くのLEDライトとともにレーザー光線を常備するなど華やかな空間を演出。
コロナの影響により2020年9月末にて閉店。
ステージに立った有名人
Pay money To my Pain、打首獄門同好会、ゴールデンボンバー、古坂大魔王、ザ・ニュースペーパー、石鹸屋、尾崎裕哉、三浦祐太郎、Mr.A（綾野剛）、他多数
1984年新宿ルイードで行われた尾崎豊伝説のライブから32年後の2016年2月、彼の遺伝子を継ぐ尾崎裕哉の初ワンマンライブが開催された。

### 心斎橋ルイード
- 2007年8月開店 - 2008年5月閉店

2008年5月に同じビルにあったJOYSOUNDの閉店に伴い閉店。

### 大阪ルイード
- OSAKA RUIDO（おおさかルイード）
- 2008年8月開店 -
- 収容人数：300人

元々は2007年大阪心斎橋にあったJOYサウンドビルの地下に「心斎橋ルイード」としてオープン。わずか8ヶ月でビルの耐震問題により南船場の新築ビルの地下に移転し、「大阪ルイード」としてブランニューオープン。裏口に搬入エレベータ、店舗入り口は北心斎橋商店街アーケード側と客動線に優れており、演者にも客にも使いやすく居心地がよい。ツアーアーティストが数多く利用。
ステージに立った有名人
AA=、KANA-BOON、植田真梨恵、Gacharic Spin、EARTH SHAKER、アーバンギャルド、近藤夏子、流田Project、ジラフポット、SEX MACHINEGUNS、眉村ちあき、阿部真央、ROTTENGRAFFTY、藍井エイル、Galileo Galilei、稲川淳二、コンテンポラリーな生活、Saucy Dog、他多数

### 渋谷REX
- SHIBUYA REX（しぶやレックス）
- 2011年10月29日開店 -

名前はルイードの別の形、RUIDO Extraから。

### 新宿ReNY
- （しんじゅくレニー）
- 2014年夏開店 -
- 収容人数：オールスタンディングで800人、座席で300人

名前は社長がNYにいる時に名前を付けたから。会場の階下のレストランへの影響からジャンプ行為は禁止されている。

### 青山RizM
- （あおやまリズム）
- 2016年12月25日開店 -
- 収容人数：250人

名前はRUIDO Ismから。

### 名古屋ReNY limited
- （なごやレニーリミテッド）
- 2017年春開店 -

### 渋谷ROTT
- SHIBUYA ROTT（しぶやロット）
- 2018年春開店 - 2020年閉店

### 赤羽ReNY alpha
- （あかばねレニーアルファ）
- 2019年5月18日開店 -

名前は赤羽のaとプラスアルファの意味から。入り口ドア背面と階段踊り場に三角フォントでRUIDO NETWORKと書かれている。

### 原宿RENON
- 2020年開店 - 2022年閉店

かつての原宿ルイード跡地のビルに入居、地下１階でのワンフロアでの展開。名前はRUIDO Entertainment On Stageの略から。2022年5月8日原宿レノンとしては閉店し、新たに地上１階にロビーを移設し地下１階のフロアスペースを拡げかつてのキャパシティ同等の原宿ルイード復活のための工事に入る。

### YOKOHAMA ReNY β
- （よこはま レニー ベータ）
- 2024年春開店 -
- 収容人数 : 400名[22]

## 運営委託施設

### 新宿レッドノーズ
- （2013年開店 - 2020年閉店）

アルティメットレコーズ合同会社に運営委託。

### 池袋リヴォイス
- （2020年開店 - ）

レッドノーズコーポレーション株式会社に運営委託。

### 新宿WALLY
- （2020年開店 - ）

WISTERIA WORKS株式会社に運営委託。

## 独立店

### 新宿ROTT
- Shinjuku ROTT（しんじゅくロット）
- （2020年冬開店 - ）[13]